# Miraguano Ediciones
Miraguano Ediciones es una editorial española fundada en 1979 en Madrid. Sus actuales directores son José Javier Fuente del Pilar (director literario), José María Arizcun (administración) y Pepa Arteaga (diseño gráfico).

## Línea editorial
El cometido principal de Miraguano es poner a disposición de los lectores en lengua castellana aquellos libros fundamentales sobre orientalismo, cuentos populares y leyendas, libros de literatura «maldita», aventuras y viajes que habitualmente no están disponibles en el mercado del libro por no ser considerados lo bastante comerciales.
Miraguano ediciones ha estado siempre comprometida con la difusión de las culturas menos conocidas, algunos de sus mayores éxitos se centraron en la difusión de las literaturas y culturas de los indios americanos. En los últimos años, especialmente desde la publicación del Manual de Escritura de los caracteres Chinos de Pedro Ceinos y la edición de Gabriel García-Noblejas del Libro de los Montes y los Mares, Miraguano Ediciones se ha convertido en un referente para los estudios chinos en español.

## Géneros literarios publicados
Miraguano es una editorial pionera en la publicación de libros sobre:
- filosofías orientales (budismo, hinduismo, taoísmo etc.)
- medicina china tradicional (acupuntura)
- cuentos y leyendas tradicionales de todo el mundo, desde los indios americanos a los pueblos africanos, dedicando especial atención a las sagas vikingas y a las viejas tradiciones europeas.
- libros de viajes clásicos.

Además ha editado libros de ciencia ficción (la ya extinta «colección Futurópolis»), libros de aventuras (en la también desaparecida «colección La cuna de Ulises») y textos de ecología. Miraguano Ediciones fue también una de las editoriales pioneras en la publicación de juegos de rol en España. En noviembre de 1991 publicó Fuerza Delta, un juego de rol de ciencia ficción creado por Jorge Barquín y un equipo de colaboradores, con una ilustración de cubierta del artista Luis Royo. Fuerza Delta fue el tercer juego de rol en haber sido diseñado y publicado por españoles (los dos que le precedieron fueron Aquelarre, publicado en noviembre de 1990, y Mutantes en la sombra, publicado en abril de 1991).